# Павловскис, Эдвардс
Э́двардс Павло́вскис (латыш. Edvards Pavlovskis, 30 августа 1950) — латышский прелат. Епископ Елгавы с 22 июля 2011 года по 5 января 2025 года.

## Биография
Эдвардс Павловскис родился 30 июля 1950 года в д. Брезно (современная Свариньская волость, Дагдский край). В 1968 году окончил среднюю школу в Дагде и поступил в Рижскую католическую семинарию. После трех месяцев обучения в декабре 1968 года был призван на службу в Советскую армию, после окончания службы в 1970 году вернулся в семинарию. После успешного окончания семинарии 25 мая 1975 года был рукоположен в священники.
Служил в ряде латышских приходов, с 1976 по 2000 год преподавал в Рижской семинарии
22 июля 2011 года был назначен епископом Елгавской епархии вместо вышедшего в отставку Антонса Юстса. 10 сентября 2011 года состоялась епископская хиротония. В 2012—2013 годах Павловскис параллельно исполнял обязанности апостольского администратора епархии Лиепаи.
5 января 2025 года Папа Франциск принял отставку епископа Эдвардс Павловскис с пастырского управления Елгавской епархией.